# Loutraki-Perachora-Agioi Theodoroi
Loutraki-Perachora-Agioi Theodoroi (in greco Λουτράκι-Περαχώρα-Άγιοι Θεοδώροι?) è un comune della Grecia situato nella periferia del Peloponneso (unità periferica della Corinzia) con 20.040 abitanti secondo i dati del censimento 2001
Il comune è stato istituito a seguito della riforma amministrativa detta Programma Callicrate in vigore dal gennaio 2011 che ha abolito le prefetture e accorpato numerosi comuni.
Il comune ha assunto il nome attuale nel 2014: in precedenza si denominava Loutraki-Agioi Theodoroi.